# José Sámano
José Sámano de la Brena (Santander, Cantabria, 1943-Madrid, 5 de octubre de 2019) fue un productor de cine, teatro y televisión español.

## Biografía
Casado con Marisol García-Bango, mantuvo una relación sentimental con Mercedes Milá durante veinte años y con Massiel durante cuatro.

## Trayectoria

### Cine
- 1995 Louis, enfant roi, de Roger Planchon.
- 1992 Entre el cielo y la tierra, de Marion Hänsel.
- 1991 Chatarra, de Félix Rotaeta.
- 1990 Lo más natural, de Josefina Molina.
- 1989 Esquilache, de Josefina Molina.
- 1981 Función de noche, de Josefina Molina.
- 1979 Operación Ogro, de Gillo Pontecorvo.
- 1978 Arriba Hazaña, de José María Gutiérrez.
- 1976 Retrato de familia, de Antonio Giménez-Rico.

### Teatro
- 2018 Señora de rojo sobre fondo gris, de Miguel Delibes, con José Sacristán.
- 2012 Guillermito y los niños, ¡a comer!, con Secun de la Rosa.
- 2011 El evangelio según Pilatos, con Joaquín Kremel.
- 2010-2011 Cinco horas con Mario, de Miguel Delibes. Con Natalia Millán (2.ª versión).
- 2005-2006 El cartero de Neruda, con Miguel Ángel Muñoz, José Ángel Egido, Tina Sáinz y Marina San José.
- 2004 Almacenados, con José Sacristán.
- 2000 Concierto para 48 voces, con Lola Herrera y Chete Lera.
- 1998 Un rato, un minuto, un siglo..., con Lola Herrera y Carmen Linares.
- 1997 Cartas de amor (2.ª versión), con Analía Gadé y José Luis Pellicena.
- 1995 Esa dama, de Kate O'Brien, con Enriqueta Carballeira.
- 1992 Cartas de amor (1.ª versión), con Analía Gadé y Alberto Closas.
- 1989 Las guerras de nuestros antepasados, de Miguel Delibes, con José Sacristán y Juan José Otegui.
- 1979 Cinco horas con Mario (1.ª versión), con Lola Herrera.

### Televisión
- 1992 Como la vida misma (Antena 3 Televisión). Con Verónica Forqué.
- 1990-1991 Iñaki, los jueves (TV autonómicas). Presentado por Iñaki Gabilondo.

Programas de debate y entrevistas presentados por Mercedes Milá:
- 1995 Más que palabras (Antena 3 Televisión).
- 1992-1994 Queremos saber (Antena 3 Televisión).
- 1990 El martes que viene (TVE-1).
- 1988-1989 Dilluns, dilluns (TV3).
- 1986 Jueves a jueves (TVE-1).
- 1982-1984 Buenas noches (TVE-1).